# Aeroportul Big Whale Cay
Aeroportul Big Whale Cay (IATA: MYX, ICAO: MYX4) este un aeroport din Bahamas.
Situat la o altitudine de 5 m, aeroportul dispune de o singură pistă.